# وليد البرماوي (ممثل)
وليد البرماوي- ممثل أردني، مواليد 1963م، له العديد من الأعمال الفنية، حاصل على جائزة أفضل ممثل دور ثان عن فيلم اللقيطة 2014م.

## السيرة الذاتية
وليد غالب حسن البرماوي، ممثل أردني، من مواليد عام 1963. عمل في الإعداد وتقدم البرامج الموسيقية بالإذاعة الأردنية، وهو عضو نقابة الفنانين الأردنيين، بدأ التمثيل في أواخر الثمانينات، ومن أبرز المسلسلات التي شارك فيها (المشوار الطويل، الزمن المر، نصف القمر). حصل على جائزة أفضل ممثل دور ثان عن فيلم (اللقيطة) بمهرجان الفيلم الأردني عام 2014.

## الأعمال الفنية
للفنان وليد البرماوي العديد من الأعمال الفنية، والتي نذكر من بينها:
- 2023م- إنسانيات (قصة رجل الكمين) مسلسل.
- 2022م- المشراف، مسلسل، دور "جاسر".
- 2022م- ثمن الجديلة، مسلسل، ضيف شرف.
- 2021م- الحنين إلى الرمال، مسلسل.
- 2019م- فتنة، مسلسل.
- 2018م- ثأر غليص، مسلسل.
- 2017م- ذباح غليص، مسلسل.
- 2017م- ضوء أسود، مسلسل.
- 2016م- العزيمة، مسلسل.
- 2016م- سمرقند، مسلسل.
- 2016م- مالك بن الريب، مسلسل.
- 2015م- حنايا الغيث، مسلسل.
- 2015م- سواليف من البادية، مسلسل.
- 2013م- زين، مسلسل.
- 2011م- شوية صبر يا جبر، مسلسل.
- 2011م- عطر النار، مسلسل.
- 2009م- العنود، مسلسل.
- 2009م- بلقيس، مسلسل.
- 2009م- راعية الوضحا: الغريبة، مسلسل.
- 2009م- مهاجي الأجاويد، مسلسل.
- 2009م- نصف القمر، مسلسل.
- 2008م- رأس غليص ج2، مسلسل.
- 2008م- عودة ابو تايه، مسلسل.
- 2006م- أبناء الرشيد: الأمين والمأمون، مسلسل
- 2006م- خالد بن الوليد ج1، مسلسل.
- 2003م- نقطة وسطر جديد، مسلسل.
- 2002م- دروب الحنة، مسلسل.
- 2000م- الدرب الطويل، مسلسل.
- 1999م- الزلة، مسلسل.
- 1995م، عليوه والأيام، مسلسل.
- 1995م- عمان في التاريخ، مسلسل.
- 1992م- الزمن المر، مسلسل.
- 1992م- من شيم البادية، مسلسل.
- 1991م- أيام العمر، مسلسل.
- 1990م- راعي الصيت، مسلسل.
- 1989م- حكايات من البادية، مسلسل.
- 1989م- نصف بطل، مسلسل.
- 1988م- قلوب حزينة، مسلسل.
- 1987م- شئ اسمه الحب، مسلسل.
- 1987م- وشم على جدار الزمن، مسلسل.
- 1986م- زيكو العجيب، مسلسل.
- 1985م- وادي الجرف، مسلسل.
- 1984م- الطواحين، مسلسل.
- 1983م- تل الريشوني، مسلسل
- 1980م- المشوار الطويل، مسلسل.
- 1980م- سوق الألغاز، مسلسل.
- بالإضافة إلى مجموعة أخرى من المسلسلات مثل: (آخر المطاف) ، (الإنسان مرتين) ، (الجرح والبلسم) ، ( الدخيل) ، ( الطريق إلى المجهول) ، ( الفرمان) ، (اللغز البدوي) ، (الليل الطويل) ، ( الليل والشموع) ، ( وردة والجبل) ، كما أنه شارك في بعض السهرات التلفزيونية مثل: (لعيون مثلي) ، ( المنفى) ، ( شروق) ، ( الزخرة) كما قام الفنان وليد البرماوي بالدبلجة في مسلسل رسوم متحركة عام 1975م.